# Liste des cavités naturelles les plus longues des Pyrénées-Atlantiques
La liste des cavités naturelles les plus longues des Pyrénées-Atlantiques recense, sous forme de tableau(x), les cavités souterraines naturelles connues dans ce département français, dont le développement est supérieur ou égal à mille mètres.
La communauté spéléologique considère qu'une cavité souterraine naturelle n'existe vraiment qu'à partir du moment où elle est « inventée » c'est-à-dire découverte (ou redécouverte), inventoriée, topographiée et publiée. Bien sûr, la réalité physique d'une cavité naturelle est la plupart du temps bien antérieure à sa découverte par l'homme ; cependant tant qu'elle n'est pas explorée, mesurée et révélée, la cavité naturelle n'appartient pas au domaine de la connaissance partagée.
La liste spéléométrique des 69 plus longues cavités naturelles des Pyrénées-Atlantiques (≥ mille mètres) est actualisée à fin décembre 2024.
La plus longue cavité souterraine naturelle répertoriée dans le département des Pyrénées-Atlantiques est « le gouffre de la Pierre Saint-Martin », sur les communes de Arette, Sainte-Engrâce & Isaba (Espagne) (cf. ligne 1 du tableau ci-dessous).
| \| Histogramme de la répartition des plus longues cavités naturelles du Pyrénées-Atlantiques par classe de développement -- Les 69 cavités citées fin 2024 sont réparties en 4 classes de développement -- \| \| \| \| \| \| \| \| \| \| \| \| \| \| \| classe I >= 5 000 m 18 cavité[s] \| classe II >= 2 000 m et < 5 000 m 28 cavités \| classe III >= 1 500 m et < 2 000 m 8 cavités \| classe IV >= 1 000 m et < 1 500 m 15 cavités \| \| |                                  |                                              |                                              |                                              |  |
| Le graphique qui aurait dû être présenté ici ne peut pas être affiché car il utilise l'ancienne extension Graph, désactivée pour des questions de sécurité. Des indications pour créer un nouveau graphique avec la nouvelle extension Chart sont disponibles ici . |                                  |                                              |                                              |                                              |  |
| Histogramme de la répartition des plus longues cavités naturelles du Pyrénées-Atlantiques par classe de développement -- Les 69 cavités citées fin 2024 sont réparties en 4 classes de développement -- |                                  |                                              |                                              |                                              |  |
| |                                  |                                              |                                              |                                              |  |
| | classe I >= 5 000 m 18 cavité[s] | classe II >= 2 000 m et < 5 000 m 28 cavités | classe III >= 1 500 m et < 2 000 m 8 cavités | classe IV >= 1 000 m et < 1 500 m 15 cavités |  |

## Cavités des Pyrénées-Atlantiques (France) de développement supérieur à5 000 mètres
18 cavités sont recensées dans cette « classe I » au 1er janvier 2025.
| Réf. | Cavité (autres noms)              | Commune                                                           | Massif ou zone              | Coordonnées (WGS 84)        | Développe. (mètres) | Dénivel. (mètres) | Sources ou références                           | Mise à jour |
| ---- | --------------------------------- | ----------------------------------------------------------------- | --------------------------- | --------------------------- | ------------------- | ----------------- | ----------------------------------------------- | ----------- |
| 1    | Gouffre de la Pierre Saint-Martin | Arette, Sainte-Engrâce & Isaba (Espagne)                          | Pierre Saint-Martin - Larra | 42° 58′ 05″ N, 0° 46′ 10″ O | +088 111, m         | +1 410, m         | Michel Douat, Spelunca n°136 & Spelunca n°166   | 2025-01     |
| 2    | Arresteliako Ziloa                | Sainte-Engrâce                                                    | Pierre Saint-Martin - Larra | 42° 59′ 08″ N, 0° 50′ 56″ O | +060 369, m         | +0835, m          | ARSIP & Arsip info n°64                         | 2016-09     |
| 3    | Gouffre Lonné Peyret - Bourrugues | Arette                                                            | Pierre Saint-Martin - Larra | 42° 58′ 30″ N, 0° 45′ 51″ O | +034 244, m         | +0831, m          | Michel Douat & Spelunca n°166                   | 2022-01     |
| 4    | Gouffre Nébélé                    | Aussurucq                                                         | Arbailles                   | 43° 07′ 57″ N, 0° 57′ 43″ O | +024 038, m         | +0475, m          | Spelunca n°77 & Collectif Nébélé & Karsteau 4.0 | 2014-01     |
| 5    | Grotte d’Arphidia                 | Sainte-Engrâce                                                    | Pierre Saint-Martin - Larra | 42° 58′ 45″ N, 0° 47′ 46″ O | +022 573, m         | +0712, m          | Michel Douat & GSHP                             | 2016-09     |
| 6    | Behiako Leizea                    | Saint-Michel                                                      | Urkulu - Mendilaz           | 43° 03′ 32″ N, 1° 12′ 47″ O | +011 500, m         | +0622, m          | Karsteau 4.0 & behia.fr                         | 2025-03     |
| 7    | Grotte des Eaux Chaudes           | Laruns                                                            | Pic de Ger                  | 42° 56′ 03″ N, 0° 26′ 25″ O | +011 000, m         | +0800, m          | plongeesout.com & Karsteau 4.0                  | 2000-00     |
| 8    | Réseau de Soudet                  | Arette & Sainte-Engrâce                                           | Pierre Saint-Martin - Larra | 42° 58′ 51″ N, 0° 45′ 24″ O | +010 745, m         | +1 188, m         | Michel Douat                                    | 2016-09     |
| 9    | Grottes de Bétharram              | Asson, Lestelle-Bétharram & Saint-Pé-de-Bigorre (Hautes-Pyrénées) | Saint-Pé-de-Bigorre         | 43° 06′ 06″ N, 0° 11′ 12″ O | +009 570, m         | +0263, m          | Karsteau 4.0                                    | 2025-03     |
| 10   | Gouffre du Couey Lotge            | Arette & Osse-en-Aspe                                             | Pierre Saint-Martin - Larra | 42° 59′ 02″ N, 0° 44′ 44″ O | +008 745, m         | +0733, m          | Spéléométrie de la France                       | 2016-09     |
| 11   | Etxanko Zola                      | Aussurucq                                                         | Arbailles                   | 43° 07′ 26″ N, 0° 58′ 10″ O | +007 850, m         | +0248, m          | Spéléométrie de la France                       | 2000-00     |
| 12   | Landanoby ko lezia                | Aussurucq                                                         | Arbailles                   | 43° 07′ 05″ N, 1° 00′ 25″ O | +007 294, m         | +0214, m          | Spéléométrie de la France                       | 2000-00     |
| 13   | Gouffre Romy                      | Osse-en-Aspe                                                      | Pierre Saint-Martin - Larra | 42° 58′ 54″ N, 0° 43′ 18″ O | +006 400, m         | +0705, m          | Michel Douat                                    | 2023-01     |
| 14   | Grotte de Ley                     | Eaux-Bonnes                                                       | Pic de Ger                  | 42° 57′ 35″ N, 0° 20′ 12″ O | +006 000, m         | +0521, m          | Spelunca n°91                                   | 2003-12     |
| 15   | Réseau Tasques - Krakoukas        | Accous                                                            | Iseye                       | 42° 56′ 31″ N, 0° 30′ 21″ O | +006 000, m         | +0822, m          | Scialet n°3 & Scialet n°5                       | 2000-00     |
| 16   | Réseau de Sinhikole               | Aussurucq                                                         | Arbailles                   | 43° 07′ 24″ N, 0° 58′ 20″ O | +005 500, m         | +0127, m          | Spelunca n°104                                  | 2006-00     |
| 17   | Gouffre du plateau de Cézy        | Laruns                                                            | Pic de Ger                  | 42° 54′ 48″ N, 0° 24′ 00″ O | +005 300, m         | +0115, m          | Spéléométrie de la France                       | 2000-00     |
| 18   | Gouffre Touya de Liet             | Accous                                                            | Iseye                       | 42° 56′ 24″ N, 0° 30′ 43″ O | +005 300, m         | +0894, m          | Scialet n°12 & Karsteau 4.0                     | 2000-00     |

## Cavités des Pyrénées-Atlantiques (France) de développement compris entre2 000 mètreset4 999 mètres
28 cavités sont recensées dans cette « classe II » au 1er janvier 2025.
| Réf. | Cavité (autres noms)                        | Commune                      | Massif ou zone              | Coordonnées (WGS 84)        | Développe. (mètres) | Dénivel. (mètres) | Sources ou références                   | Mise à jour |
| ---- | ------------------------------------------- | ---------------------------- | --------------------------- | --------------------------- | ------------------- | ----------------- | --------------------------------------- | ----------- |
| 19   | Système d’Exaltia                           | Aussurucq                    | Arbailles                   | 43° 07′ 25″ N, 0° 59′ 45″ O | +004 154, m         | +0366, m          | Spéléométrie de la France               | 2004-00     |
| 20   | Trou Yogom                                  | Accous                       | Iseye                       | 42° 56′ 12″ N, 0° 30′ 27″ O | +003 663, m         | +0481, m          | Karsteau 4.0                            | 2018-09     |
| 21   | Gouffre du Pilorge-gouffre des Deux Lettres | Izeste                       | Escurets                    | 43° 05′ 11″ N, 0° 27′ 40″ O | +004 078, m         | +0213, m          | Karsteau 4.0 & CDS 64                   | 2024-08     |
| 22   | Grotte aux Lacs                             | Sainte-Engrâce               | Pierre Saint-Martin - Larra | 42° 59′ 15″ N, 0° 51′ 07″ O | +004 052, m         | +0108, m          | ARSIP                                   | 2020-01     |
| 23   | Réseau du Caperan                           | Eaux-Bonnes                  | Pic de Ger                  | 42° 56′ 26″ N, 0° 21′ 48″ O | +003 750, m         | +0435, m          | Spéléométrie de la France & Spelunca 79 | 2000-00     |
| 24   | Altzalegiko lezia                           | Alçay-Alçabéhéty-Sunharette  | Arbailles                   | 43° 05′ 41″ N, 1° 00′ 03″ O | +003 625, m         | +0480, m          | Karsteau 4.0                            | 2000-00     |
| 25   | Chipi Josetteko Leze Handia                 | Sainte-Engrâce               | Pierre Saint-Martin - Larra | 42° 58′ 05″ N, 0° 47′ 52″ O | +003 513, m         | +0553, m          | Spelunca n°75 & ARSIP                   | 2000-00     |
| 26   | Gouffre des Isards                          | Eaux-Bonnes                  | Pic de Ger                  | 42° 56′ 26″ N, 0° 20′ 40″ O | +003 500, m         | +0500, m          | Spelunca n°66                           | 2000-00     |
| 27   | Gouffre des Marmitons                       | Eaux-Bonnes                  | Pic de Ger                  | 42° 56′ 31″ N, 0° 19′ 54″ O | +003 486, m         | +0168, m          | Spelunca n°91                           | 2000-00     |
| 28   | Trou du Renard                              | Sainte-Engrâce               | Pierre Saint-Martin - Larra | 42° 59′ 32″ N, 0° 48′ 46″ O | +003 450, m         | +0215, m          | Karsteau 4.0 & GSHP                     | 2025-01     |
| 29   | Gouffre de la Consolation                   | Accous                       | Iseye                       | 42° 56′ 23″ N, 0° 31′ 10″ O | +003 448, m         | +0711, m          | Scialet n°7 & Scialet n°8               | 2000-00     |
| 30   | Elutxeko Lezia                              | Saint-Michel                 | Urkulu - Mendilaz           | 43° 06′ 29″ N, 1° 13′ 20″ O | +003 400, m         | +0114, m          | Karsteau 4.0 & Spelunca 29              | 2023-12     |
| 31   | Gouffre de la Comète                        | Arette                       | Pierre Saint-Martin - Larra | 42° 59′ 23″ N, 0° 44′ 48″ O | +003 279, m         | +0364, m          | Spéléométrie de la France               | 2000-00     |
| 32   | Grotte de Betzula                           | Larrau                       | Otxogorrigagna - Betzula    | 42° 58′ 11″ N, 0° 57′ 33″ O | +003 100, m         | +0085, m          | Spéléométrie de la France               | 2000-00     |
| 33   | Réseau Trois Dents - quèbe de Cotche        | Eaux-Bonnes                  | Pic de Ger                  | 42° 56′ 19″ N, 0° 19′ 56″ O | +003 100, m         | +0726, m          | Spéléométrie de la France               | 2000-00     |
| 34   | Source de la Bidouze                        | Saint-Just-Ibarre, Aussurucq | Arbailles                   | 43° 07′ 47″ N, 1° 01′ 25″ O | +003 000, m         | +0110, m          | Nathalie Vanara & Karsteau 4.0          | 2000-00     |
| 35   | Satorrako Ziloua                            | Aussurucq                    | Arbailles                   | 43° 06′ 44″ N, 1° 00′ 05″ O | +002 824, m         | +0780, m          | Speleo44 & Spelunca 79                  | 2000-00     |
| 36   | Gouffre des Ourtets                         | Lescun & Isaba (Espagne)     | Pierre Saint-Martin - Larra | 42° 55′ 46″ N, 0° 43′ 46″ O | +002 565, m         | +0317, m          | Spéléométrie de la France               | 2000-00     |
| 37   | Gouffre d’Elhursaro                         | Saint-Michel                 | Urkulu - Mendilaz           | 43° 03′ 42″ N, 1° 15′ 22″ O | +002 500, m         | +0175, m          | Spéléométrie de la France               | 2000-00     |
| 38   | Gouffre du Cambou de Liard                  | Accous                       | Iseye                       | 42° 56′ 39″ N, 0° 31′ 35″ O | +002 500, m         | +0926, m          | Scialet n°1                             | 2000-00     |
| 39   | Gouffre Iglesias                            | Eaux-Bonnes                  | Pic de Ger                  | 42° 56′ 43″ N, 0° 19′ 19″ O | +002 386, m         | +0416, m          | Spéléométrie de la France               | 2000-00     |
| 40   | Grotte d’Oyanbeltza                         | Saint-Michel                 | Urkulu - Mendilaz           | 43° 03′ 32″ N, 1° 14′ 25″ O | +002 320, m         | +0200, m          | Karsteau 4.0                            | 2000-00     |
| 41   | Grande grotte d’Arrioutort                  | Laruns                       | Arrioutort                  | 42° 58′ 25″ N, 0° 27′ 48″ O | +002 300, m         | +0210, m          | Spéléométrie de la France               | 2000-00     |
| 42   | Gouffre du Bidon                            | Aussurucq                    | Arbailles                   |                             | +002 244, m         | +0387, m          | Karsteau                                | 2024-01     |
| 43   | Gouffre du Bignau                           | Oloron-Sainte-Marie          | Mail Arrouy - Azerque       | 43° 06′ 49″ N, 0° 34′ 32″ O | +002 200, m         | +0063, m          | Spéléométrie de la France               | 2000-00     |
| 44   | Gouffre de l’Embrochat                      | Arette                       | Pierre Saint-Martin - Larra | 42° 57′ 11″ N, 0° 43′ 59″ O | +002 100, m         | +0385, m          | Spéléométrie de la France               | 2000-00     |
| 45   | Grotte de Castillou                         | Osse-en-Aspe                 | Pierre Saint-Martin - Larra | 43° 00′ 06″ N, 0° 41′ 18″ O | +002 090, m         | +0219, m          | Spéléométrie de la France               | 2000-00     |
| 46   | Trou souffleur de Liet                      | Accous                       | Iseye                       | 42° 56′ 29″ N, 0° 30′ 01″ O | +002 000, m         | +0404, m          | Spéléométrie de la France               | 2000-00     |

## Cavités des Pyrénées-Atlantiques (France) de développement compris entre1 500 mètreset1 999 mètres
8 cavités sont recensées dans cette « classe III » au 31 décembre 2020.
| Réf. | Cavité (autres noms)         | Commune       | Massif ou zone              | Coordonnées (WGS 84)        | Développe. (mètres) | Dénivel. (mètres) | Sources ou références                    | Mise à jour |
| ---- | ---------------------------- | ------------- | --------------------------- | --------------------------- | ------------------- | ----------------- | ---------------------------------------- | ----------- |
| 47   | Grotte d’Aïlhaïs             | Osse-en-Aspe  | Pierre Saint-Martin - Larra | 43° 00′ 06″ N, 0° 42′ 41″ O | +001 970, m         | +0136, m          | Spéléométrie de la France                | 2000-00     |
| 48   | Clot deth Pedaing deth Baish | Etsaut        | Sesque                      |                             | +001 954, m         | +0105, m          | Spéléométrie de la France                | 2000-00     |
| 49   | Bexanka ko Lezia             | Camou-Cihigue | Arbailles                   | 43° 07′ 17″ N, 0° 55′ 09″ O | +001 951, m         | +0160, m          | Karsteau 4.0 & cds 64                    | 2011-00     |
| 50   | Gouffre SC 60                | Arette        | Pierre Saint-Martin - Larra | 42° 57′ 26″ N, 0° 43′ 29″ O | +001 730, m         | +0330, m          | Spéléoc n°29                             | 2000-00     |
| 51   | Galzarbé ko lezia            | Aussurucq     | Massif des Arbailles        | 43° 06′ 56″ N, 0° 59′ 41″ O | +001 700, m         | +0460, m          | Spéléométrie de la France & Karsteau 4.0 | 2019-10     |
| 52   | Aker Lezea                   | Larrau        | Otxogorrigagna - Betzula    |                             | +001 650, m         | +0280, m          | Spéléométrie de la France                | 2000-00     |
| 53   | Perte de Yerse               | Asson         | Saint-Pé-de-Bigorre         | 43° 02′ 44″ N, 0° 11′ 53″ O | +001 640, m         | +0400, m          | GSHP de Tarbes & Karsteau 4.0            | 2018-01     |
| 54   | Zazpigagnako karbia          | Larrau        | Orhy                        | 42° 59′ 51″ N, 1° 00′ 57″ O | +001 500, m         | +0102, m          | Spéléométrie de la France                | 2000-00     |

## Cavités des Pyrénées-Atlantiques (France) de développement compris entre1 000 mètreset1 499 mètres
15 cavités sont recensées dans cette « classe IV » au 31 décembre 2024.
| Réf. | Cavité (autres noms)           | Commune                   | Massif ou zone              | Coordonnées (WGS 84)        | Développe. (mètres) | Dénivel. (mètres) | Sources ou références                         | Mise à jour |
| ---- | ------------------------------ | ------------------------- | --------------------------- | --------------------------- | ------------------- | ----------------- | --------------------------------------------- | ----------- |
| 55   | Grotte de l’Arpet              | Osse-en-Aspe              | Pierre Saint-Martin - Larra | 43° 00′ 16″ N, 0° 41′ 40″ O | +001 491, m         | NC m              | Spéléométrie de la France                     | 2000-00     |
| 56   | Grotte Napia                   | Lées-Athas                | Pierre Saint-Martin - Larra | 42° 58′ 13″ N, 0° 38′ 49″ O | +001 353, m         | +0407, m          | Les 35 cavités de + 1000 m de dével.          | 2000-00     |
| 57   | Gouffre du Rocher de Louctores | Eaux-Bonnes               | Pic de Ger                  | 42° 56′ 39″ N, 0° 22′ 34″ O | +001 200, m         | +0609, m          | Continent 7                                   | 2000-00     |
| 58   | Gouffre Miticlan (BC 1)        | Eaux-Bonnes               | Pic de Ger                  |                             | +001 196, m         | +0129, m          | Spelunca n°91                                 | 2000-00     |
| 59   | Clots deth Cueilar der Ibèrn   | Osse-en-Aspe              | Pierre Saint-Martin - Larra | 42° 59′ 32″ N, 0° 41′ 50″ O | +001 187, m         | +0317, m          | Les 35 cavités de + 1000 m de dével.          | 2000-00     |
| 60   | Gouffre du Mail                | Castet                    | Massif du Jaout             | 43° 03′ 04″ N, 0° 20′ 32″ O | +001 142, m         | +0629, m          | Spéléoc n°108 & Spéléoc n°116                 | 2007-00     |
| 61   | Grotte d’Erberua               | Saint-Martin-d’Arberoue   | Erberua                     | 43° 21′ 10″ N, 1° 12′ 19″ O | +001 100, m         | NC m              | Spéléométrie de la France                     | 2000-00     |
| 62   | Gouffre du Chat Sauvage        | Asson                     | Saint-Pé-de-Bigorre         | 43° 04′ 42″ N, 0° 12′ 15″ O | +001 098, m         | +0441, m          | Karsteau 4.0 & GSHP de Tarbes                 | 2018-01     |
| 63   | Tuta des Exs                   | Arette                    | Chaînons Barétous Aspe      | 43° 03′ 09″ N, 0° 42′ 54″ O | +001 062, m         | +0179, m          | Spéléométrie de la France                     | 2000-00     |
| 64   | Grotte d’Haytzalde             | Saint-Étienne-de-Baïgorry | Aldudes - Baïgorry          | 43° 13′ 18″ N, 1° 20′ 42″ O | +001 010, m         | +0030, m          | Spéléométrie de la France & gb-rando.blogspot | 2000-00     |
| 65   | Grotte de Sare                 | Sare                      | Atxuri - Sare               | 43° 16′ 06″ N, 1° 34′ 17″ O | +001 010, m         | +0025, m          | Spéléométrie de la France                     | 2000-00     |
| 66   | Clot de l’Aygue de la Cuarde   | Accous                    | Cuarde                      | 42° 52′ 00″ N, 0° 39′ 14″ O | +001 009, m         | +0444, m          | Spelunca 139 & karsteau.org                   | 2019-10     |
| 67   | Gouffre d'Aphanicé             | Mendive                   | Arbailles                   | 43° 06′ 09″ N, 1° 03′ 45″ O | +001 008, m         | +0504, m          | Chroniques souterraines & Karsteau 4.0        | 2000-00     |
| 68   | Gouffre d’Arrouscoua           | Béhorléguy                | Massif des Arbailles        | 43° 07′ 25″ N, 1° 04′ 08″ O | +001 000, m         | +0322, m          | Spéléométrie de la France                     | 2004-00     |
| 69   | Leguiako lezia                 | Mendive                   | Massif des Arbailles        | 43° 05′ 31″ N, 1° 02′ 23″ O | +001 000, m         | +0215, m          | Spéléométrie de la France                     | 2004-00     |